# Pulsió de vida i pulsió de mort
Les pulsions de vida ―en alemany, Lebenstrieb o Lebenstriebe, en singular i plural, respectivament― i la seua contrapartida, les pulsions de mort ―en alemany, Todestrieb o Todestriebe―, són les dues categories de pulsions que Sigmund Freud diferencià en Més enllà del principi de plaer (1920). És un dualisme en què es proposen com a contràries ―però inseparablement unides―, d'una banda, el conjunt de totes les pulsions que fins llavors havia estudiat Freud (pulsions sexuals i d'autoconservació), englobades en el nom d'Eros, i d'altra banda, la pulsió de mort, definida com la tendència dels éssers vius a la tornada a un estat inert, inorgànic. Aquesta darrera pulsió (o categoria de pulsions, si es vol distingir entre les pulsions agressives i destructives dirigides al propi individu i les bolcades a l'exterior) no tenia cabuda en el seu esquema anterior, de manera que fenòmens com el sadisme o el masoquisme s'explicaven per una complexa interrelació de pulsions positives, com ara en el seu article Pulsions i destins de pulsió (1915). Al principi Freud emprava les expressions «pulsió de mort» i «pulsió de destrucció» com a equivalents, però, en la seua discussió amb Einstein sobre la guerra, especificà que la primera requeia sobre un mateix, mentre que la segona, derivada de l'anterior, es dirigia a l'exterior. El concepte de pulsió de mort originàriament el proposà la psicoanalista russa Sabina Spielrein en La destrucció com a causa de l'esdevenir (1912).

## Definicions
D'acord amb la definició dels psicoanalistes Jean Laplanche i Jean-Bertrand Pontalis, les pulsions de vida es refereixen a una:
 
gran categoria de pulsions que Freud contraposa, en la seua darrera teoria, a les pulsions de mort. Tendeixen a constituir unitats com més va més grans i a mantenir-les. Les pulsions de vida, que es designen també amb el terme «Eros», abasten no sols les pulsions sexuals pròpiament dites, sinó també les pulsions d'autoconservació.
En contrapartida, Freud al·ludeix a la pulsió de mort (o pulsions) com la tendència inherent a tots els éssers vius a la cerca d'un estat anterior a la vida. D'acord amb la definició de Laplanche i Pontalis:
En la darrera teoria freudiana de les pulsions, designen una categoria fonamental de pulsions que es contraposen a les pulsions de vida i tendeixen a la reducció completa de les tensions, és a dir, a tornar l'ésser viu a l'estat inorgànic.
Les pulsions de mort es dirigeixen primerament cap a dins i tendeixen a l'autodestrucció; després es dirigeixen cap a fora, i es manifesten en forma de pulsió agressiva o destructiva. 

## Context teòric del sorgiment dels conceptes
El 1914, Freud publicà Introducció del narcisisme, en què exposà la seua idea sobre l'existència d'una primitiva etapa en el desenvolupament libidinal de l'individu (posterior a la de l'autoerotisme i anterior a la de l'amor d'objecte) en què es prendria el jo com a objecte d'amor. Sobre ell inicialment es concentraria tota la libido, abans que se'n cedís a objectes externs. Aquesta primerenca investidura o catectització del jo suposava un difícil repte per al sosteniment del primer dualisme pulsional ―el que contraposava pulsions sexuals i d'autoconservació― perquè el concepte de narcisisme implicava una erotització del jo, en què es diluïa la tensió entre els dos conglomerats pulsionals. Calgué llavors introduir-hi un nou dualisme pulsional que permetés sustentar el conflicte entre dues parts contraposades.
Al començament de Més enllà del principi de plaer, Freud analitza l'experiència del trauma psicològic, en concret l'experimentat pels soldats de la Primera Guerra Mundial. La seua aportació més notable en aquesta obra, però, no és la descripció del fenomen clínic, sinó el descobriment d'una curiosa regularitat respecte a les experiències desagradables: les persones tendien a repetir-les o recrear-les, tendència que violava el principi de plaer. L'autor troba manifestacions d'aquesta pulsió de repetició (correlat clínic de la pulsió de mort) no sols en els somnis traumàtics dels afectats per neurosis de guerra, sinó també en les circumstàncies més quotidianes: n'és el cas d'alguns jocs infantils, com aquells en què un xiquet llança objectes lluny per recrear l'absència de la seua mare o aquells en què sembla derivar plaer quan un adult oculta el seu rostre per després desvelar-lo enfront del xiquet o xiqueta. Freud proposa la hipòtesi que aquesta repetició perseguiria el propòsit de dominar, al cap d'un temps, les experiències traumàtiques. Una pulsió de mort s'oposaria a la preocupació pel guany de plaer i empentaria els organismes a emprendre, amb marrades més llargues o més curtes, una tornada a un estat inanimat i inorgànic.

## Utilització dels conceptes enEsquema de la psicoanàlisi
En Esquema de la psicoanàlisi (1940 [1938]), Freud diferencia dos tipus de pulsions fonamentals (Eros i pulsió de destrucció) i situa dins la primera «l'oposició entre pulsió de conservació de si mateix i de conservació de l'espècie», això és, la que intervé entre la pulsió d'autoconservació i la pulsió sexual, «així com l'altra entre amor pel jo i amor d'objecte»,[8] la qual stricto sensu no és una oposició —sinó una mena de complementarietat— ja que el mateix Freud estableix en Introducció del narcisisme que narcisisme i amor a l'objecte es nodreixen de les mateixes fonts i com més se n'enriqueix un més se n'empobreix l'altre. Mentre que Eros lluitaria per constituir unitats de creixent complexitat (lligam), la seua contrapart tindria per objecte la dissolució d'aquests nexes i trobaria el fi darrer en la tasca de «transportar l'ésser viu a l'estat inorgànic» —per això també es coneix com a pulsió de mort—, de manera que aquesta s'adequaria a la caracterització de les pulsions com a conservadores, a la qual Eros semblaria oposar-se. Les dues pulsions s'oposarien i combinarien entre si per donar origen a les més diverses manifestacions de la vida, i no és innocu el pes relatiu d'unes i altres en la barreja resultant: per a Freud, així com un amant es podria convertir en assassí amb estupre com a conseqüència d'un increment en l'agressió sexual, un afebliment important d'aquesta el sumiria en la impotència.
Originàriament, tota l'energia psíquica eròtica o libido es concentraria en un jo-allò que no hauria arribat encara a la diferenciació interna i serviria per refrenar l'afany autodestructiu. L'autor assenyala que no es disposa d'un terme comparable al de “libido” per a anomenar l'energia de la pulsió destructiva,[10] si bé, quan l'Esquema es publicà, el psicoanalista austro-nord-americà Paul Federn i l'italià Edoardo Weiss havien proposat, respectivament, les denominacions de mortido i destrudo per referir-s'hi. Les exterioritzacions de la pulsió de destrucció no són massa paleses quan aquesta, en qualitat de pulsió de mort, no es desprén de l'individu i, en canvi, es fa evident només quan es dirigeix enfora, tasca executada pel sistema muscular i considerada necessària per l'autor per a l'autoconservació. Hi ha altes quotes d'agressivitat que s'activen quan, a partir de la instauració del superjò, romanen adherides al propi jo, i manifesten la seua virtualitat autodestructiva, fins al punt que resultaria insà o patogen la retenció de l'agressió perquè la pulsió destructiva obstruïda exerciria llavors el seu efecte de tornada cap a la pròpia persona.

## Ús dels conceptes en l'obra d'altres autors
Ernest Jones afirma que Freud mai utilitzà, excepte oralment, el terme Tànatos, que després es feu tan popular. Wilhem Stekel l'emprà al 1909 per a referir-se a un desig de mort; fou, però, Paul Federn qui la introduí en el context actual. En Esquema de la psicoanàlisi, Freud assenyala que no hi ha un terme comparable al de «libido» per a denominar l'energia de pulsió destructiva,[10] si bé, quan es publicà aquest assaig, Paul Federn i Edoardo Weiss havien proposat els termes de mortido i destrudo. A mitjan s. XX, alguns pensadors com Karen Horney i Erich Fromm negaren l'existència d'un Tànatos o una pulsió de mort innata i en pensaven que serien situacions adverses socials les que provocarien en el subjecte aquesta pulsió negativa contra si mateix.